# Fabiano Alves
Fabiano Donato Alves (sinh 1 tháng 12 năm 1994 ở São Felipe), hay còn gọi Fabiano, là một cầu thủ bóng đá Brazil thi đấu ở vị trí hậu vệ và tiền vệ phòng ngự cho câu lạc bộ Bulgarian First League Septemvri Sofia.

## Sự nghiệp

### Septemvri Sofia
Fabiano gia nhập Septemvri ngày 14 tháng 1 năm 2018. Anh ra mắt cho đội bóng ngày 17 tháng 2 năm 2018 trong trận đấu đầu tiên trong năm trước Etar Veliko Tarnovo.